# Boantropie

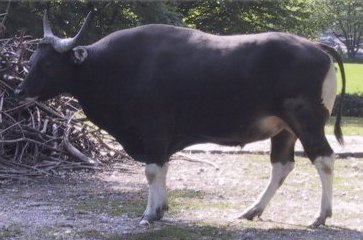
Člověk trpící boantropií si myslí, že je tur

Boantropie je duševní porucha, kdy se dotyčný domnívá, že není člověk, ale tur, kráva nebo jiný dobytek.

## Vznik poruchy
K jejímu vzniku vede hypnotismus nebo sugesce.[zdroj⁠?!] Významnou roli mohou hrát i sny. Psycholog Carl Jung například zaznamenal, jak tvrdohlavá žena snila, že se účastní důležité společenské události. Hosteska ji přivítala slovy: „Jak milé, že jsi mohla přijít. Všichni tvoji přátelé jsou tady a čekají na tebe.“ Hosteska ji pak zavedla ke dveřím a otevřela je. „Ona prošla – do kravína!“ Sigmund Freud zaznamenal případy, kdy duševní onemocnění začalo snem a v nichž přetrvával klam, který vznikl ve snu. R. D. Laing nabízí autobiografický popis stručné reaktivní psychózy, ve které měl protagonista „skutečný pocit regrese v čase… Zdálo se mi, že jsem putoval v takové krajině s – um – pouštní krajinou – jako bych byl zvíře – spíše velké zvíře… druh nosorožce nebo něco podobného a vydávající zvuky jako nosorožec.“

## Symptomy
Člověk postižený touto poruchou si myslí, že je dobytek, a začíná se tak i chovat. Vydává stejné zvuky jako kráva a pase se na trávě.

## Oběti v historii
Nejslavnější osobou trpící touto poruchou byl novobabylonský král Nebukadnesar II. Podle Starého zákona přišel o rozum, sedm let žil jako divoké zvíře a požíral trávu. Podle perských tradic princ Kupid Majd al-Dawla trpěl iluzí, že je kráva, bučel a žádal, aby byl zabit a sněden. Vyléčil ho Avicenna.

## Podobné poruchy
Boantropii je podobná lykantropii – lidé postižení touto chorobou se považují za vlky.